# 坎普罗温
坎普罗温，是西班牙拉里奥哈自治区的一个市镇。总面积20平方公里，总人口199人（2001年），人口密度10人/平方公里。